# George Oakley
George Oakley (Wandsworth, 18 novembre 1995) è un calciatore inglese, attaccante dell'Ayr Utd.

## Carriera
Ha giocato nella prima divisione scozzese ed in quella bulgara.

## Palmarès

### Club

#### Competizioni nazionali
- Scottish Challenge Cup: 1

Inverness: 2017-2018